# Coelocorynus werneri
Coelocorynus werneri är en skalbaggsart som beskrevs av Franz Antoine 1999. Coelocorynus werneri ingår i släktet Coelocorynus och familjen Cetoniidae. Inga underarter finns listade i Catalogue of Life.